# Nickel Creek

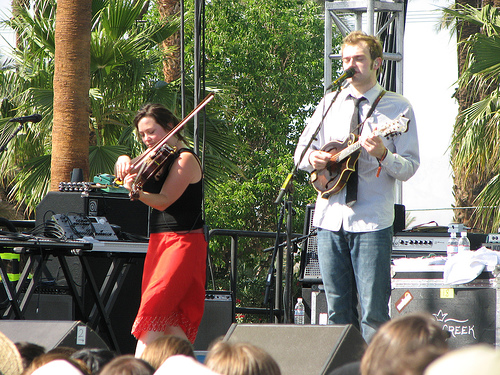
Een optreden van Nickel Creek tijdens de afscheidstournee in 2007

Nickel Creek is een Amerikaans progressief akoestisch trio bestaande uit Chris Thile (mandoline), Sara Watkins (viool) en Sean Watkins (gitaar). De band werd in 1989 opgericht en bracht zes albums uit tussen 1993 en 2006. De band won in 2003 een Grammy Award voor het beste hedendaagse folk-album. In 2007 ging de groep uit elkaar. In 2014 volgde echter, na enkele gelegenheidsoptredens en naar aanleiding van het 25-jarig bestaan van de groep, een nieuw album.

## Prijzen en nominaties

### Prijzen
- 2000: IBMA Emerging Artist of the Year
- 2001: IBMA Instrumental Group of the Year
- 2003: Grammy Award for Best Contemporary Folk Album (This Side)
- 2006: CMT Top 10 Country Compilations of 2006 (Reasons Why: The Very Best)

### Nominaties
- 2001: Grammy Award for Best Bluegrass Album (Nickel Creek)
- 2001: Grammy Award for Best Country Instrumental Performance ("Ode to a Butterfly")
- 2001: CMA Award for Best Vocal Group
- 2001: CMA Horizon Award
- 2005: Grammy Award for Best Contemporary Folk Album (Why Should the Fire Die?)
- 2005: Grammy Award for Best Country Instrumental Performance ("Scotch & Chocolate")

## Discografie

### Albums
- 1993: Little Cowpoke
- 1997: Here to There
- 2000: Nickel Creek
- 2002: This Side
- 2005: Why Should the Fire Die?
- 2014: A Dotted Line
- 2021: Live from the Fox Theater
- 2023: Celebrants

### Singles
- 2001: "When You Come Back Down"
- 2001: "The Lighthouse's Tale"
- 2002: "Reasons Why"
- 2003: "This Side"
- 2003: "Speak"
- 2003: "Smoothie Song"
- 2005: "When In Rome"
- 2014: "Destination"